# Florent Barle
Florent Barle (* 17. Januar 1986 in Cavaillon) ist ein ehemaliger französischer Straßenradrennfahrer.

## Sportliche Laufbahn
Als Juniorenfahrer wurde Florian Barle 2003 und 2004 jeweils französischer Meister im Punktefahren. 
2005 gewann Barle je eine Etappe bei der Ronde du Gard, wo er auch Zweiter der Gesamtwertung wurde. Im Jahr darauf war er bei einem Teilstück der Tour de la Nouvelle-Caledonie erfolgreich. In der Saison 2009 gewann er jeweils eine Etappe der Tour de Gironde (Gesamtwertung Platz sechs) und bei der Bizkaiko Bira. 2010 entschied er die Gesamtwertung der Tour des Pyrénées für sich. 
Ab der Saison 2011 ging Barle für das französische Professional Continental Team Cofidis den Start. 2012 bestritt er seine einzige große Landesrundfahrt und belegte bei der Vuelta a España Platz 129 in der Gesamtwertung. 2013 beendete er seine Radsportlaufbahn.

## Erfolge
2009
- eine Etappe Tour de Gironde

2010
- Gesamtwertung Tour des Pyrénées

## Teams
- 2011 Cofidis, le Crédit en Ligne
- 2012 Cofidis, le Crédit en Ligne
- 2013 Cofidis, Solutions Crédits